# 1928ビル

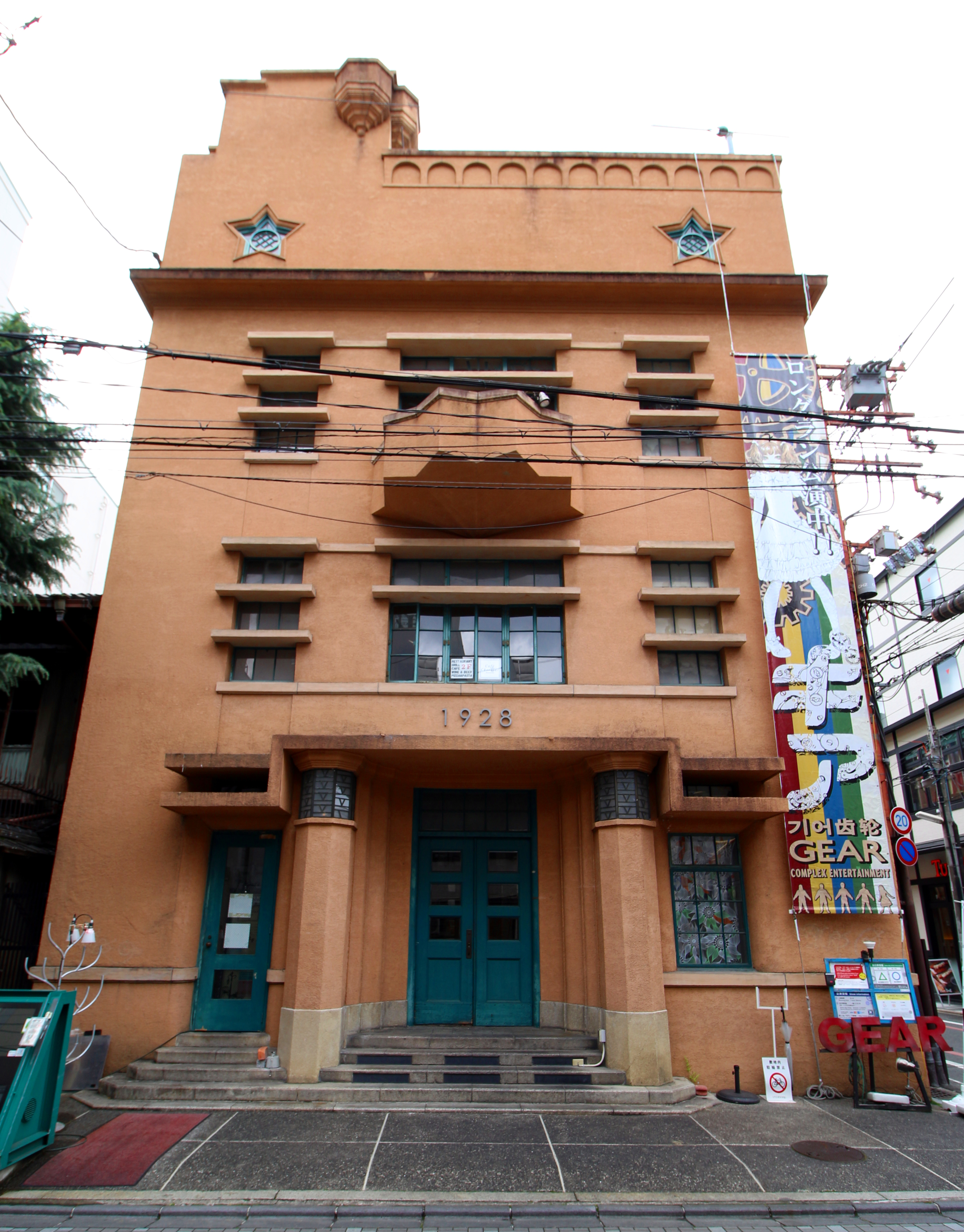
1928ビル（京都市中京区）

1928ビル（いちきゅうにーはちビル）は、京都市中京区にあるアール・デコ風、鉄筋コンクリート構造3階建ての建造物。1928年竣工。設計は武田五一、施工は大林組。京都市登録有形文化財第2号（1983年6月1日登録）。武田による代表的な建築設計作品のひとつとされている。
当初は、大阪毎日新聞社京都支局ビル「京都大毎会館」として建設され、1998年まで毎日新聞社の京都支局として使われた。同支局が上京区河原町通丸太町上るに移転後、ギャラリー・レストラン・フリースペース（アートコンプレックス1928）などとして活用されている。
名称は建築年に由来する。

## 所在地・アクセス
京都市中京区三条通御幸町角
- 阪急京都本線京都河原町駅から御幸町通を北へ10分
- 京阪三条駅から三条通を西へ7分
- 京都市営地下鉄東西線京都市役所前駅から御池通を西へ御幸町通で南へ5分